# NGC 1770
NGC 1770 ist die Bezeichnung eines Emissionsnebels mit einem eingebetteten offenen Sternhaufen im Sternbild Dorado (Schwertfisch). Das Objekt liegt in der Großen Magellanschen Wolke und wurde am 3. August 1826 von James Dunlop entdeckt.